# Дуб Новицького
Дуб Новицького. Обхват 3,13 м. Висота 20 м. Вік 120 років. Росте в м. Запоріжжя, поблизу ресторану «Олександрівський повіт». Посаджений відомим дослідником Запорізької Січі Я. Новицьким наприкінці ХІХ ст. Дерево необхідно заповісти.